# Белялов, Айтбакы Зейникенович
Андре́й Андре́евич Беля́ев (7 апреля 1958 — 11 февраля 2013) — казахстанский банкир

 и поэт, осуждённый в 2007 году за мошенничество.

## Биография
Происходит из подрода айдабол рода Суйиндык племени аргын .
Окончил ВУЗ в Новосибирске, аспирантуру в Москве. Защитил диссертацию, кандидат экономических наук; член-корреспондент Российской академии инвестиций и экономики. Работал в Москве заместителем директора научно-исследовательского института.
В 1994 г. вернулся в Казахстан. Открыл фирму «Валют-Транзит» (услуги по обмену валюты), в 1996 г. создал «Валют-Транзит Банк», в 1998 году — первый в Казахстане негосударственный накопительный пенсионный «Валют-Транзит фонд» с собственным уставным капиталом 110 млн тенге. В течение нескольких лет созданные им финансовые компании показывали устойчивый рост.
В марте 2007 г. приговорён к 3,5 годам лишения свободы за совершение ряда экономических преступлений. К августу 2010 года, когда истекал срок назначенного наказания, А. Беляеву были предъявлены новые обвинения: создание преступного сообщества, хищение чужого имущества, причинение ущерба собственнику путём обмана и злоупотребления доверием, лжепредпринимательство, использование средств банков для личного пользования, уничтожение документов и печатей, а также подделка официальных документов. По версии следствия, преступным сообществом под руководством Беляева были выведены и отчуждены средства на сумму более 30 миллиардов тенге. В ходе судебного процесса подавал встречный иск к Стивену Ли Джонсону и ликвидационной комиссии АО «Валют-Транзит банк» на сумму 29,244 млрд тенге. В июле 2011 года приговорён к 10 годам лишения свободы.
Наказание отбывал в колонии общего режима (учреждение АК 159/18, Карабас, Карагандинская область). Из заработанных средств удерживались суммы в счёт погашения долга.
В июле 2012 г. А. Беляеву было отказано в условно-досрочном освобождении. Повторное ходатайство об условно-досрочном освобождении поступило в районный суд 8 февраля 2013 г.
С 9 февраля 2013 г. самочувствие А. Беляева стало ухудшаться; был госпитализирован в реанимационное отделение областного медицинского центра. Скончался 11 февраля 2013 года от инфаркта миокарда.
Похоронен 13 февраля в Узунбулак (каз. Ұзынбұлақ) — село в Баянаульском районе Павлодарской области.

### Семья
Отец — Зайникен Белялов.
Жена — Алия Балташевна Беляева (Алкеева). Дети:
- дочери — Нурзия, Альнура, Альжан
- сын — Айтжан.

## Награды
- Почётный диплом Президента Республики Казахстан за благотворительную и спонсорскую деятельность в культурной и гуманитарной сферах в 2000 году (31 января 2001 года)[6]